# تفجير جربة 2002
هجوم جربة  أو تفجير كنيس الغريبة اليهودي كان هجوما إرهابيا من قبل منتمين إلى تنظيم القاعدة علي الكنيس اليهودي في جزيرة جربة.

## نبذة
في 11 أبريل 2002 م. تم تحميل شاحنة لنقل الغاز الطبيعي بكمية من المتفجرات وتخطت الحواجز الأمنية في كنيس غريبة الأثري في جزيرة جربة التونسية بولاية مدنين والذي يعود تاريخ انشاؤه الي العام 566 ق.م.(قبل الميلاد) [محل شك]. انفجرت الشاحنة أمام الكنيس متسببة في مقتل 14 شخصا منهم 6 سياح ألمان و6 تونسيين وفرنسي واحد وجرح مايزيد عن 30 شخصا.
ورغم من أنه قيل في البداية أن الأمر هو مجرد حادث، لكن التحقيقات في تونس وألمانيا وفرنسا بينت أن الهجوم كان ارهابيا متعمدا، حيث كان شخص يدعي نزار نوار (24 سنة) هو الإرهابي منفذ الهجوم بمساعدة أقارب له حيث عثر علي تسجيل صوتي فيما بعد «يحمل ألمانيا رسالة».
أدانت معظم دول العالم الهجوم الإرهابي. في مارس 2003 م. اعتقل 5 أشخاص في إسبانيا للاعتقاد كونهم مولوا الهجوم، وفي أبريل 2003 اعتقل في باريس ألماني يدعي «كريستيان جانزارسكي» لعلاقته بالتفجير حيث اتهم بأن لديه علاقات قوية مع جماعة القاعدة الارهابية، وقد اعتقل نتيجة عملية استخبارية مشتركة من قبل مركز استخبارات مكافحة الارهاب (CTIC)الموجود في باريس.

## بعد الحادثة
بدأت في 5 يناير 2009 محاكمة 3 متهمين في التفجير بينهم كريستيان جانزارسكي وهو ألماني بولندي المولد، وآخر وهو خالد شيخ محمد الباكستاني الأصل والذي يعد من المتهمين الأساسيين في هجمات الحادي عشر من سبتمبر في الولايات المتحدة، حيث يعتقد أنه المدبر الرئيسي للهجوم الانتحاري على المعبد اليهودي في جربة والذي أسفر عن مقتل 21 شخصا بينهم تونسيون وفرنسيون. وستتم محاكم شيخ محمد غيابيا حيث تحتجزه السلطات الأمريكية في خليج غوانتانامو، كما يحاكم متهم آخر وهو وليد نوار شقيق نزار نوار الذي قاد الشاحنة المعبئة بوقود الطعام وقام بتفجيرها في الكنيس الذي دمر، والذي يعود تاريخ بنائه لعدة مئات من السنين. ونفى المتهمون ضلوعهم في الهجوم. هذا وقد جاء في وثائق المحكمة أن كلا خالد شيخ محمد وجانزارسكي «تلقيا اتصالا هاتفيا من المفجر الانتحاري نزار نوار قبل الهجوم مباشرة».

## معرض صور

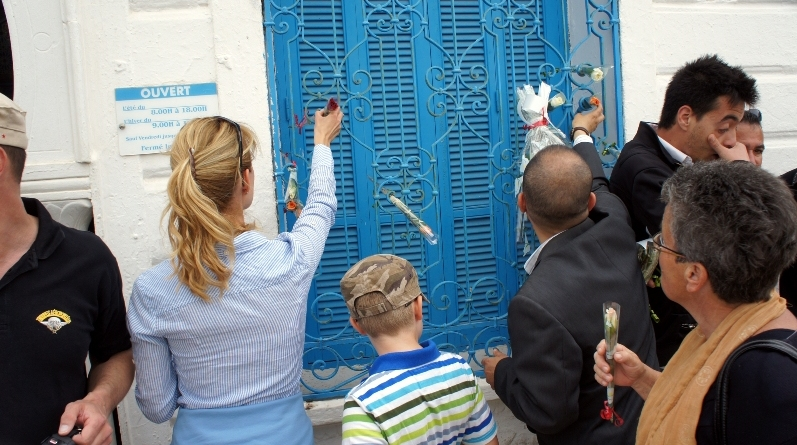
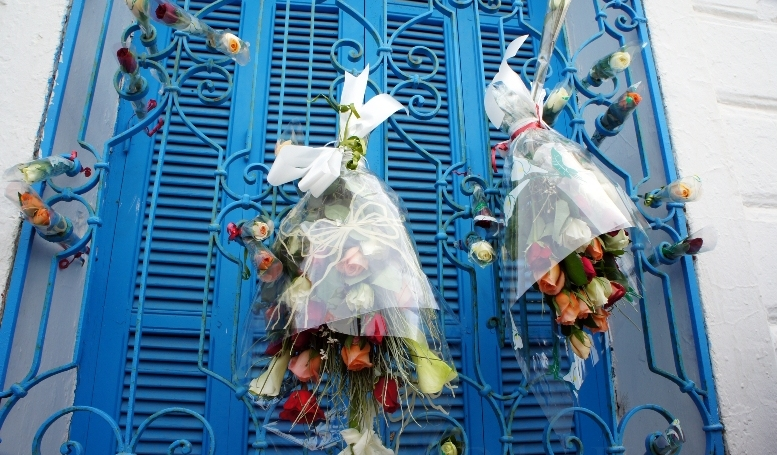
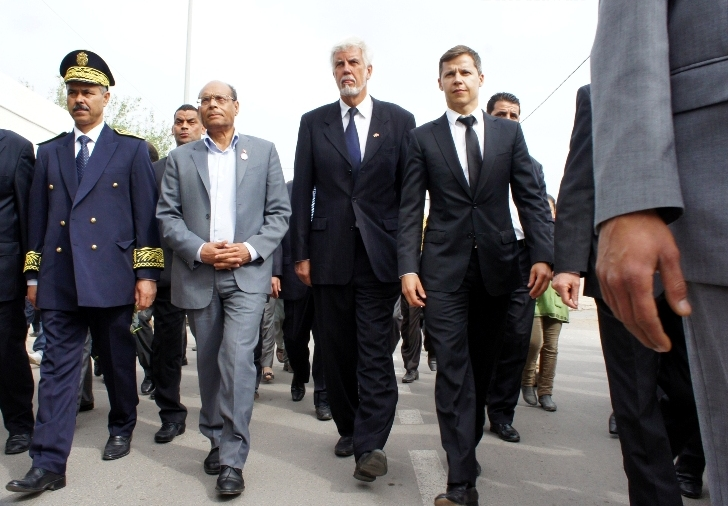

## مقالات ذات صلة
- قائمة الحوادث الإرهابية في تونس

## وصلات خارجية
- ارتفاع قتلى الكنيس اليهودي في تونس BBC.
- تونس تحاكم "شريكا في هجوم جربة CNN.